# مدال طلای جامعه بین‌المللی حرفه‌ای در اپتیک و فوتونیک کاربردی
مدال طلای جامعه بین‌المللی حرفه‌ای در اپتیک و فوتونیک کاربردی یا به اختصار مدال طلای SPIE، بالاترین افتخار جامعه بین‌المللی حرفه‌ای در اپتیک و فوتونیک کاربردی است و به عنوان یکی از برجسته‌ترین جوایز در زمینهٔ فوتونیک و مهندسی اپتیک و لیزر مرتبط با علوم کاربردی است. این جایزه به صورت سالانه از سال ۱۹۷۷ میلادی اهدا می‌شود و علاوه بر مدال مبلغ ۱۰۰۰۰ دلار آمریکا به عنوان جایزه به فرد برنده اهدا می‌شود.

## لیست برندگان
این فهرست کامل نیست
- ۱۹۷۹: ادوین لند
- ۱۹۸۲: هارولد هاپکینز
- ۱۹۹۲: چارلز کائو
- ۲۰۰۲: ژورس آلفروف
- ۲۰۰۷: ژوزف وی گودمن
- ۲۰۱۰: چارلز هارد تاونز
- ۲۰۱۴: جیمز هرینگتون
- ۲۰۱۵: نادر انقطاع[۱]